# Gastins
Gastins là một xã ở tỉnh Seine-et-Marne, thuộc vùng Île-de-France ở miền bắc nước Pháp.

## Dân số
Người dân ở đây được gọi là Gastinois. Theo điều tra dân số năm 1999, dân số của xã là 585.